# Альтенайм
Альтена́йм (фр. Altenheim) — коммуна на северо-востоке Франции в регионе Гранд-Эст (бывший Эльзас — Шампань — Арденны — Лотарингия), департамент Нижний Рейн, округ Саверн, кантон Саверн.
Площадь коммуны — 2,71 км², население — 217 человек (2006) с тенденцией к стабилизации: 210 человек (2013), плотность населения — 77,5 чел/км².

## Население
Население коммуны в 2011 году составляло 218 человек, в 2012 году — 214 человек, а в 2013-м — 210 человек.
| 1962 | 1968 | 1975 | 1982 | 1990 | 1999 | 2006 | 2008 | 2011 | 2012 | 2013 |
| ---- | ---- | ---- | ---- | ---- | ---- | ---- | ---- | ---- | ---- | ---- |
| 224  | 215  | 209  | 226  | 210  | 215  | 217  | 218  | 218  | 214  | 210  |

Динамика населения:

## Экономика
В 2010 году из 147 человек трудоспособного возраста (от 15 до 64 лет) 103 были экономически активными, 44 — неактивными (показатель активности 70,1 %, в 1999 году — 68,4 %). Из 103 активных трудоспособных жителей работали 100 человек (56 мужчин и 44 женщины), 3 числились безработными (один мужчина и две женщины). Среди 44 трудоспособных неактивных граждан 16 были учениками либо студентами, 17 — пенсионерами, а ещё 11 — были неактивны в силу других причин.